# Djebel Chélia
Le djebel Chélia est une montagne située dans l'Est de l'Algérie. Il constitue le plus haut sommet de la chaîne montagneuse de l'Aurès, à la limite de la wilaya de Batna et de la wilaya de Khenchela. Il culmine à 2 328 mètres d'altitude. Le mont Chélia est le deuxième plus haut sommet d'Algérie après le mont Tahat dans le Hoggar et le plus haut régulièrement couvert de neige.

## Géographie

### Climat
En hiver, son sommet est couvert de neige de fin novembre à fin février voire début mars selon les années.

## Activités

### Tourisme

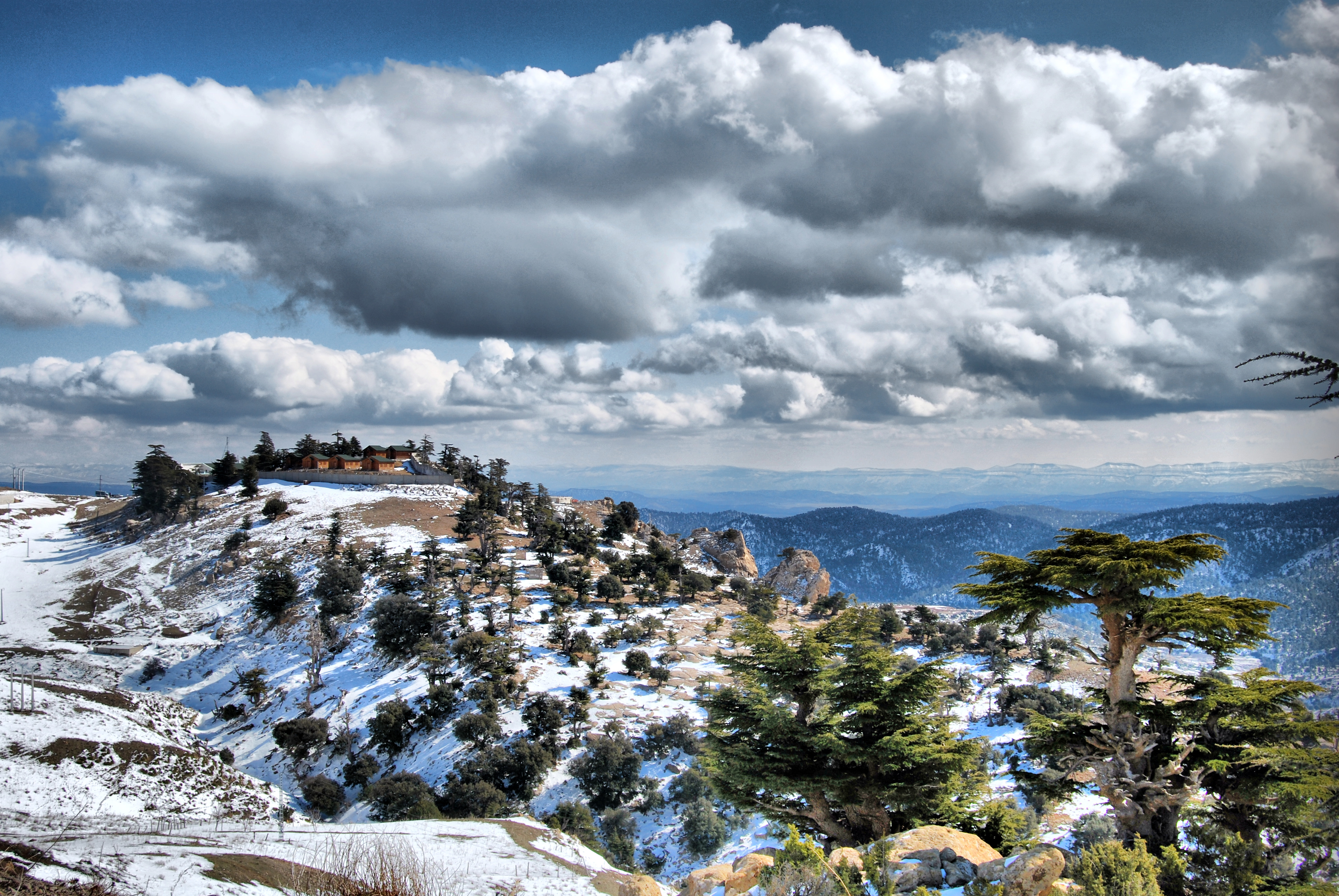
Paysage dans le parc national de Chelia

Beaucoup de spécialistes mettent en avant l'Aurès quant aux potentialités de développement d'un tourisme de type saisonnier  dans la région (ski, randonnée, trekking, escalade, etc.) d'autant plus que des pays voisins comme la Tunisie ou la Libye ne disposent pas de hautes montagnes. Cependant les moyens ne sont jusqu'à présent pas mis en place pour permettre d'exploiter ces potentialités.

### Astronomie
La construction d'un observatoire astronomique équipé de divers instruments d’observation, dont un télescope de deux mètres, est prévue au sommet du mont Chélia choisi pour son altitude.